# Tamayomi: The Baseball Girls
Tamayomi: The Baseball Girls ist der Titel der Anime-Serie des Studios A-Cat, der den gleichnamigen Manga von Mountain Pukuichi, welcher seit 2016 im Manga Time Kirara Forward des Verlages Hōbunsha erscheint, umsetzt.
Die Serie folgt der Oberschülerin Yomi Takeda, die in der Mittelschule mit der Schulmannschaft an den nationalen Meisterschaften teilnahm und dort in der ersten Runde ausschied. An ihrer neuen Schule, der Shin Koshigaya, trifft sie auf eine alte Freundin. Gemeinsam beschließen sie, eine neue Baseballmannschaft zusammenzustellen, um an den nationalen Meisterschaften teilnehmen zu können.
Die erste Folge wurde am 1. April 2020 im japanischen Fernsehen gezeigt. Funimation erwarb die Lizenz für eine englischsprachige Umsetzung der Serie. In Deutschland wird die Serie bei Wakanim im Simulcast gezeigt.

## Handlung
Yomi Takeda und Tamaki Yamazaki sind seit frühester Kindheit miteinander befreundet. Beide verbindet seit diesen Tage das Baseball spielen. Als Yomi schwört, eine Wurftechnik, die sie mit einem Gummiball werfen kann, mit einem richtigen Baseball zu werfen, geben sich die beiden das Versprechen, später weiterhin miteinander Baseball zu spielen. Allerdings besuchen die beiden zu ihrer Mittelschulzeit unterschiedliche Schulen: Yomi erreicht mit ihrer Schulmannschaft die nationalen Baseballmeisterschaften für Mittelschulen, scheidet aber bereits in der ersten Runde aus. Es stellt sich heraus, dass ihre Mannschaftskameradinnen nicht den gleichen Ehrgeiz wie Yomi besitzen und es ihr untersagen, ihre spezielle Wurftechnik – die sie die vergangenen drei Jahre lang trainiert und nahezu perfektioniert hat – bei offiziellen Spielen anzuwenden. Tamaki schließt sich ebenfalls ihrer Schulmannschaft an, muss jedoch dort feststellen, dass der Erfolg der Mannschaft für die Managerin eine größere Priorität hat, als der Spaß am Spiel.
Als Yomi schließlich an die Shin Koshigaya wechselt, trifft sie wieder auf ihre Freundin aus Kindheitstagen. Gemeinsam mit Tamaki sowie den Zwillingsschwestern Ibuki und Yoshino Kawaguchi beschließt Yomi, die Baseballmannschaft der Schule neu ins Leben zu rufen, nachdem sich alte Mannschaft aufgrund eines Skandals nahezu aufgelöst hat. Nach und nach treffen sich immer mehr am Baseball interessierte Schülerinnen ein und treten der Mannschaft bei, darunter auch die beiden älteren Schülerinnen Rei Okada und Risa Fujiwara, die die Mannschaft am Leben hielten. Gemeinsam setzen sie sich das Ziel, sich für die nationalen Meisterschaften zu qualifizieren und das Turnier zu gewinnen.

## Produktion
Am 21. Juni 2019 wurde bekannt, dass die Manga-Reihe des Mangaka Mountain Pukuichi eine Umsetzung als Animeserie erhalten werde. Dies wurde in der August-Ausgabe des Manga Time Kirara Forward, in welchem die Serie erscheint, angekündigt.
Toshinori Fukushima, der bereits bei den Umsetzungen zu Major und Beyblade the Movie: Fierce Battle involviert war, übernimmt die Regie des Anime, der im Studio A-Cat produziert wird. Das Drehbuch wird von Touko Machida geschrieben während das Charakterdesign von Koichi Kikuta angefertigt wird. Im September 2019 wurden elf Seiyū vorgestellt, die in der Animeserie zu hören sein werden, darunter Kaori Maeda und Satomi Amano, die den beiden Hauptcharakteren Yomi Takeda und Tamaki Yamazaki ihre Stimme leihen.
Naho singt mit Never Let You Go das Lied im Vorspann, während die Synchronsprecherinnen des Shin Koshigaya High School Baseballclubs mit  Plus Minus Zero no Hōsoku den Abspanntitel interpretieren.

## Veröffentlichung
Am 5. August 2019 wurde angekündigt, die Animeserie im Frühling des Jahres 2020 zu zeigen. Im Februar 2020 wurde ein genauerer Zeitpunkt bekannt gegeben: So wurde die Serie für den April angekündigt. Am 25. März 2020 wurde die Ausstrahlung der ersten Episode der Serie im japanischen Fernsehen auf den 1. April festgelegt. Der japanische Fernsehsender AT-X zeigte die erste Episode am 8. März 2020 vorab.
Funimation zeigt die Animeserie im nordamerikanischen Raum im Stream. In Deutschland zeigt der Streaminganbieter Wakanim die Serie im Simulcast in Originalsprache mit deutschen Untertiteln.
Am 22. April 2020 wurde die vierte Episode der Serie gezeigt. Dabei sendete Funimation im englischsprachigen Raum eine Vorab-Version dieser Folge, welche einige unfertige Szenen beinhaltete und in der finalen Version korrigiert wurden. Im direkten Vergleich beider Versionen werden deutliche Unterschiede erkennbar, da bei der finalen Version viele der betroffenen Szenen durch CGI-Animationen ersetzt wurden. Auch das Bildmaterial im Vor- und Abspann ist anders. Im japanischen Fernsehen und auf Wakanim wurde die fertige Version der Folge gezeigt.

## Synchronisation
| Rolle             | Japanische Stimme (Seiyū) |
| ----------------- | ------------------------- |
| Yomi Takeda       | Kaori Maeda               |
| Tamaki Yamazaki   | Satomi Amano              |
| Risa Fujiwara     | Airi Eino                 |
| Kyōka Fujii       | Haruka Yoshimura          |
| Yoshino Kawaguchi | Nao Shiraki               |
| Shiragiku Ōmura   | Rina Hon’izumi            |
| Ryō Kawasaki      | Rina Kitagawa             |
| Nozomi Takamura   | Ruriko Noguchi            |
| Rei Okada         | Yume Miyamoto             |
| Ibuki Yamaguchi   | Miyu Tomita               |
| Sumire Fujita     | Marie Hashimoto           |

## Besprechungen
Bei Anime News Network erhielt die erste Episode von Tamayomi: The Baseball Girls eher mittelmäßige Kritiken. So vertritt James Beckett die Meinung, dass keine der Charaktere auf ihn interessant wirken. Lediglich die Rückblenden, die das sportliche Ergehen von Yomi und Tamaki zeigen, den Samen für ein interessantes Drama legen würden, jedoch seien auch diese Rückblenden flach und helfen den Charakteren nicht zur Entwicklungen weiter. Theron Martin ordnete die Serie als Cute Girls Do Sports ein. Martin meint, dass der Anime zwei typische Tropes des Sport-Genres bediene: Das erste Trope ist, dass ein talentierter Protagonist den Sport aufgibt, von Freunden und Sportenthusiasten überredet wird, wieder mit dem Sport anzufangen. Das Zweite ist das Team, welches entweder in der Krise steckt oder zu diesem Zeitpunkt nicht existiert und deswegen neu gegründet werden muss. Er beschrieb die erste Episode als jene, die zur Charakterentwicklung dient während wichtige Fragen ungeklärt blieben. In seinem Fazit stellt Martin fest, dass er sich nicht für das Genre interessiere und die Serie nicht weiter verfolgen wird. Nick Creamer schrieb, dass die Serie ein unerwartet perfecter Start in die Frühlings-Animesaison darstellt und empfiehlt die Serie unter anderem für Fans von Slice-of-Life-Serien.
Vrai Kaiser schrieb für den Animfeminist, dass die erste Episode weitestgehend frei von Fanservice ist. Er prognostiziert, dass die Yuri-Elemente nicht niedrig bleiben werden. Er ist der Meinung, dass Tamayomi: The Baseball Girls einer von vielen Sport-Animes mit weiblicher Besetzung sei, dem er weitere Chancen einräume, allerdings so Kaiser, ist die diesjährige Season mit zahlreichen vielversprechenden Titel gefüllt, dass die Serie in ihr unterzugehen droht.